# Шрёгер, Эфраим
Эфраим Шрёгер (нем. Ephraim Schröger, 18 февраля 1727, Торунь — 1783, Варшава) — польский архитектор немецкого происхождения. Ученик Яна Зигмунта Дейбеля.

## Жизнеописание
Происходит из семьи Михала Шрёгера, немца, переселившегося из Прешова (Венгрия) в Торунь, Речь Посполитая. Эфраим Шрёгер в 1743 году окончил Академическую гимназию в Торуни и перебрался в Варшаву. Девять лет работал под руководством саксонского архитектора Яна Зигмунта Дейбеля. С 1764 года работал для польского короля Станислава Августа Понятовского. Ранние произведения испытали влияние барокко и саксонского рококо (Кармелитский костёл, Варшава, западный фасад). Впоследствии практиковал переход на стилистику раннего классицизма. Улучшение материального положения архитектора предоставило возможность посетить юг Германии, Италию, Францию, Нидерланды для совершенствования мастерства.
Двухэтажный Лабунский дворец, который был одним из первых зданий раннего классицизма на Волыни, построен по проекту Э. Шрёгера.